# Velika nagrada ZDA 1976
Velika nagrada ZDA 1976 je bila petnajsta dirka Svetovnega prvenstva Formule 1 v sezoni 1976. Odvijala se je 10. oktobra 1976.

## Rezultati

### Kvalifikacije
| Poz | Št | Dirkač             | Konstruktor        | Čas      | Zaostanek |
| --- | -- | ------------------ | ------------------ | -------- | --------- |
| 1   | 11 | James Hunt         | McLaren-Ford       | 1:43,622 | —         |
| 2   | 3  | Jody Scheckter     | Tyrrell-Ford       | 1:43,870 | + 0,248   |
| 3   | 10 | Ronnie Peterson    | March-Ford         | 1:43,941 | + 0,319   |
| 4   | 9  | Vittorio Brambilla | March-Ford         | 1:44,250 | + 0,628   |
| 5   | 1  | Niki Lauda         | Ferrari            | 1:44,257 | + 0,635   |
| 6   | 34 | Hans Joachim Stuck | March-Ford         | 1:44,265 | + 0,643   |
| 7   | 4  | Patrick Depailler  | Tyrrell-Ford       | 1:44,516 | + 0,894   |
| 8   | 28 | John Watson        | Penske-Ford        | 1:44,719 | + 1,097   |
| 9   | 16 | Tom Pryce          | Shadow-Ford        | 1:45,102 | + 1,480   |
| 10  | 8  | Carlos Pace        | Brabham-Alfa Romeo | 1:45,274 | + 1,652   |
| 11  | 5  | Mario Andretti     | Lotus-Ford         | 1:45,311 | + 1,689   |
| 12  | 26 | Jacques Laffite    | Ligier-Matra       | 1:45,324 | + 1,702   |
| 13  | 7  | Larry Perkins      | Brabham-Alfa Romeo | 1:45,363 | + 1,741   |
| 14  | 2  | Clay Regazzoni     | Ferrari            | 1:45,534 | + 1,912   |
| 15  | 30 | Emerson Fittipaldi | Fittipaldi-Ford    | 1:45,646 | + 2,024   |
| 16  | 17 | Jean-Pierre Jarier | Shadow-Ford        | 1:45,979 | + 2,357   |
| 17  | 12 | Jochen Mass        | McLaren-Ford       | 1:46,067 | + 2,445   |
| 18  | 19 | Alan Jones         | Surtees-Ford       | 1:46,402 | + 2,780   |
| 19  | 22 | Jacky Ickx         | Ensign-Ford        | 1:46,605 | + 2,983   |
| 20  | 6  | Gunnar Nilsson     | Lotus-Ford         | 1:46,776 | + 3,154   |
| 21  | 24 | Harald Ertl        | Hesketh-Ford       | 1:49,418 | + 5,796   |
| 22  | 25 | Alex Ribeiro       | Hesketh-Ford       | 1:49,669 | + 6,047   |
| 23  | 21 | Warwick Brown      | Wolf-Williams-Ford | 1:51,124 | + 7,502   |
| 24  | 18 | Brett Lunger       | Surtees-Ford       | 1:51,373 | + 7,751   |
| 25  | 20 | Arturo Merzario    | Wolf-Williams-Ford | 2:00,932 | + 17,310  |
| 26  | 38 | Henri Pescarolo    | Surtees-Ford       | 2:05,211 | + 21,589  |
| 27  | 39 | Otto Stuppacher    | Tyrrell-Ford       | 2:11,070 | + 27,448  |

### Dirka
| Poz | Št | Dirkač             | Konstruktor        | Krogi | Čas/Odstop   | Št. m. | Toč |
| --- | -- | ------------------ | ------------------ | ----- | ------------ | ------ | --- |
| 1   | 11 | James Hunt         | McLaren-Ford       | 59    | 1:42:40,742  | 1      | 9   |
| 2   | 3  | Jody Scheckter     | Tyrrell-Ford       | 59    | + 8,030 s    | 2      | 6   |
| 3   | 1  | Niki Lauda         | Ferrari            | 59    | + 1:02,324   | 5      | 4   |
| 4   | 12 | Jochen Mass        | McLaren-Ford       | 59    | + 1:02,458   | 17     | 3   |
| 5   | 34 | Hans Joachim Stuck | March-Ford         | 59    | + 1:07,978   | 6      | 2   |
| 6   | 28 | John Watson        | Penske-Ford        | 59    | + 1:08,190   | 8      | 1   |
| 7   | 2  | Clay Regazzoni     | Ferrari            | 58    | +1 krog      | 14     |     |
| 8   | 19 | Alan Jones         | Surtees-Ford       | 58    | +1 krog      | 18     |     |
| 9   | 30 | Emerson Fittipaldi | Fittipaldi-Ford    | 57    | +2 kroga     | 15     |     |
| 10  | 17 | Jean-Pierre Jarier | Shadow-Ford        | 57    | +2 kroga     | 16     |     |
| 11  | 18 | Brett Lunger       | Surtees-Ford       | 57    | +2 kroga     | 24     |     |
| 12  | 25 | Alex Ribeiro       | Hesketh-Ford       | 57    | +2 kroga     | 22     |     |
| 13  | 24 | Harald Ertl        | Hesketh-Ford       | 54    | +5 krogov    | 21     |     |
| 14  | 21 | Warwick Brown      | Williams-Ford      | 54    | +5 krogov    | 23     |     |
| NC  | 38 | Henri Pescarolo    | Surtees-Ford       | 48    | +11 krogov   | 26     |     |
| Ods | 16 | Tom Pryce          | Shadow-Ford        | 45    | Motor        | 9      |     |
| Ods | 9  | Vittorio Brambilla | March-Ford         | 34    | Pnevmatika   | 12     |     |
| Ods | 26 | Jacques Laffite    | Ligier-Matra       | 34    | Pnevmatika   | 4      |     |
| Ods | 8  | Carlos Pace        | Brabham-Alfa Romeo | 31    | Trčenje      | 10     |     |
| Ods | 7  | Larry Perkins      | Brabham-Alfa Romeo | 30    | Vzmetenje    | 13     |     |
| Ods | 5  | Mario Andretti     | Lotus-Ford         | 23    | Vzmetenje    | 11     |     |
| Ods | 22 | Jacky Ickx         | Ensign-Ford        | 14    | Trčenje      | 19     |     |
| Ods | 6  | Gunnar Nilsson     | Lotus-Ford         | 13    | Motor        | 20     |     |
| Ods | 10 | Ronnie Peterson    | March-Ford         | 12    | Vzmetenje    | 3      |     |
| Ods | 20 | Arturo Merzario    | Williams-Ford      | 9     | Trčenje      | 25     |     |
| Ods | 4  | Patrick Depailler  | Tyrrell-Ford       | 7     | Dovod goriva | 7      |     |
| DNQ | 39 | Otto Stuppacher    | Tyrrell-Ford       |       |              | 0      |     |